# Nkwanta
Nkwanta is een district in de regio Volta in het zuiden van Ghana. Het district heeft een oppervlakte van 3365 km² en een inwoneraantal van 151.168 (2002). De hoofdstad van het district is de gelijknamige stad Nkwanta.